# Kalmia polifolia
Kalmia polifolia är en ljungväxtart som beskrevs av Friedrich von Wangenheim. Kalmia polifolia ingår i släktet kalmior, och familjen ljungväxter. Inga underarter finns listade i Catalogue of Life.

## Bildgalleri

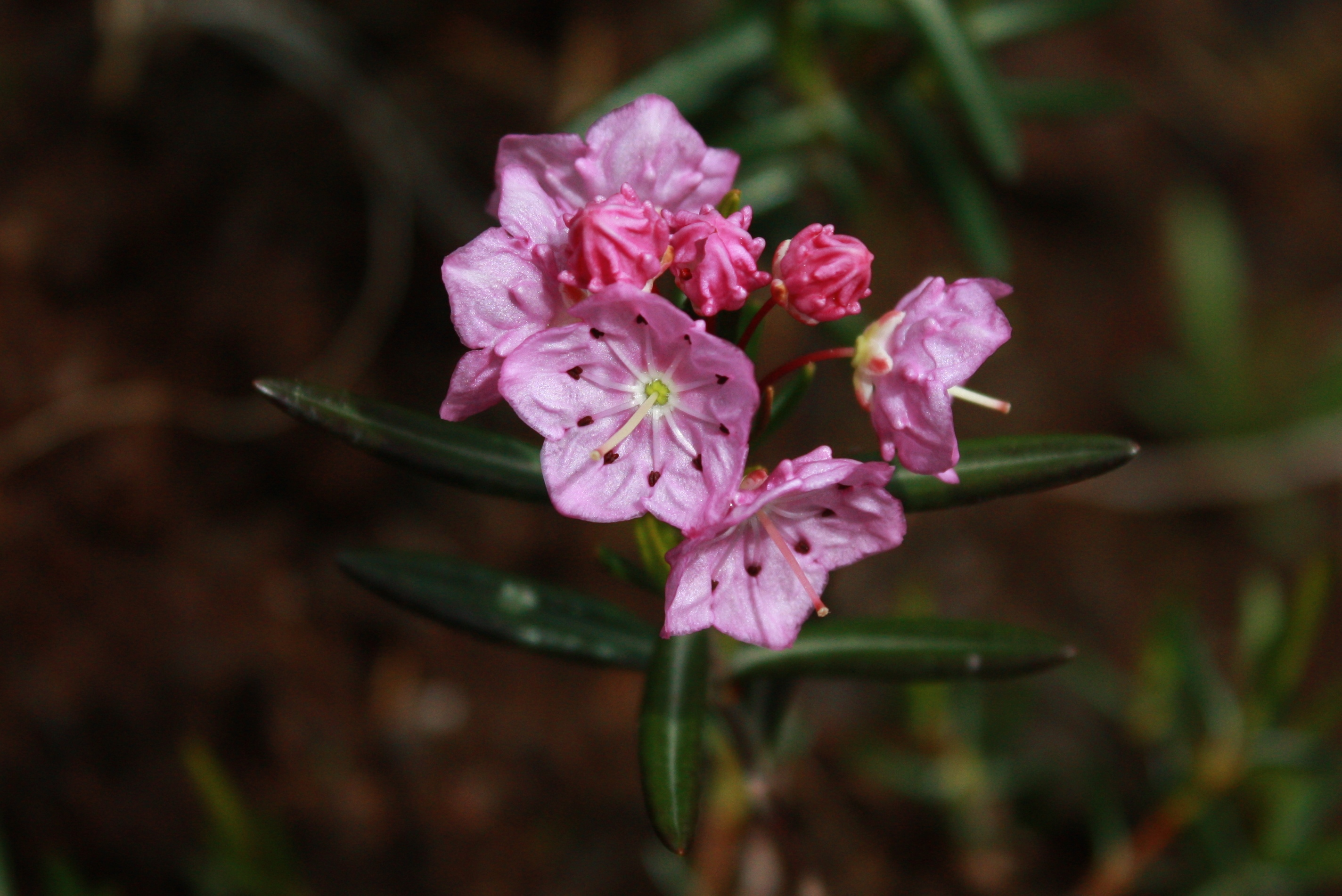
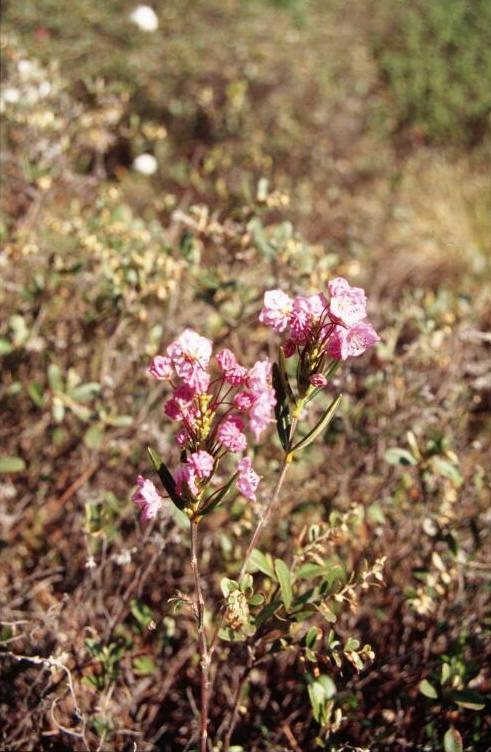
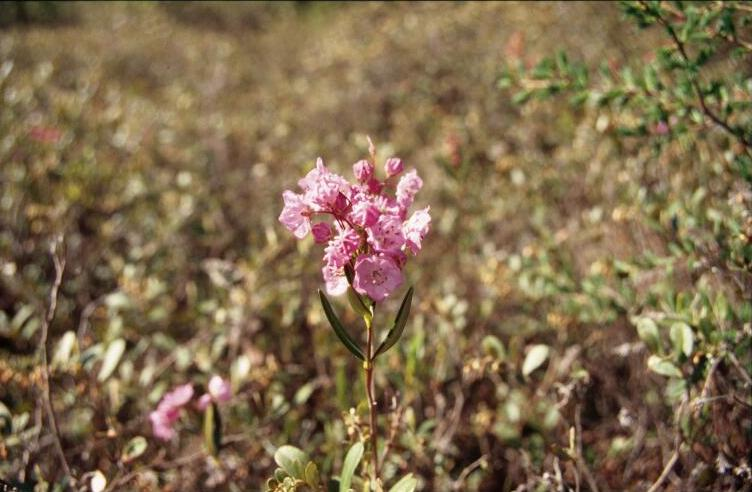
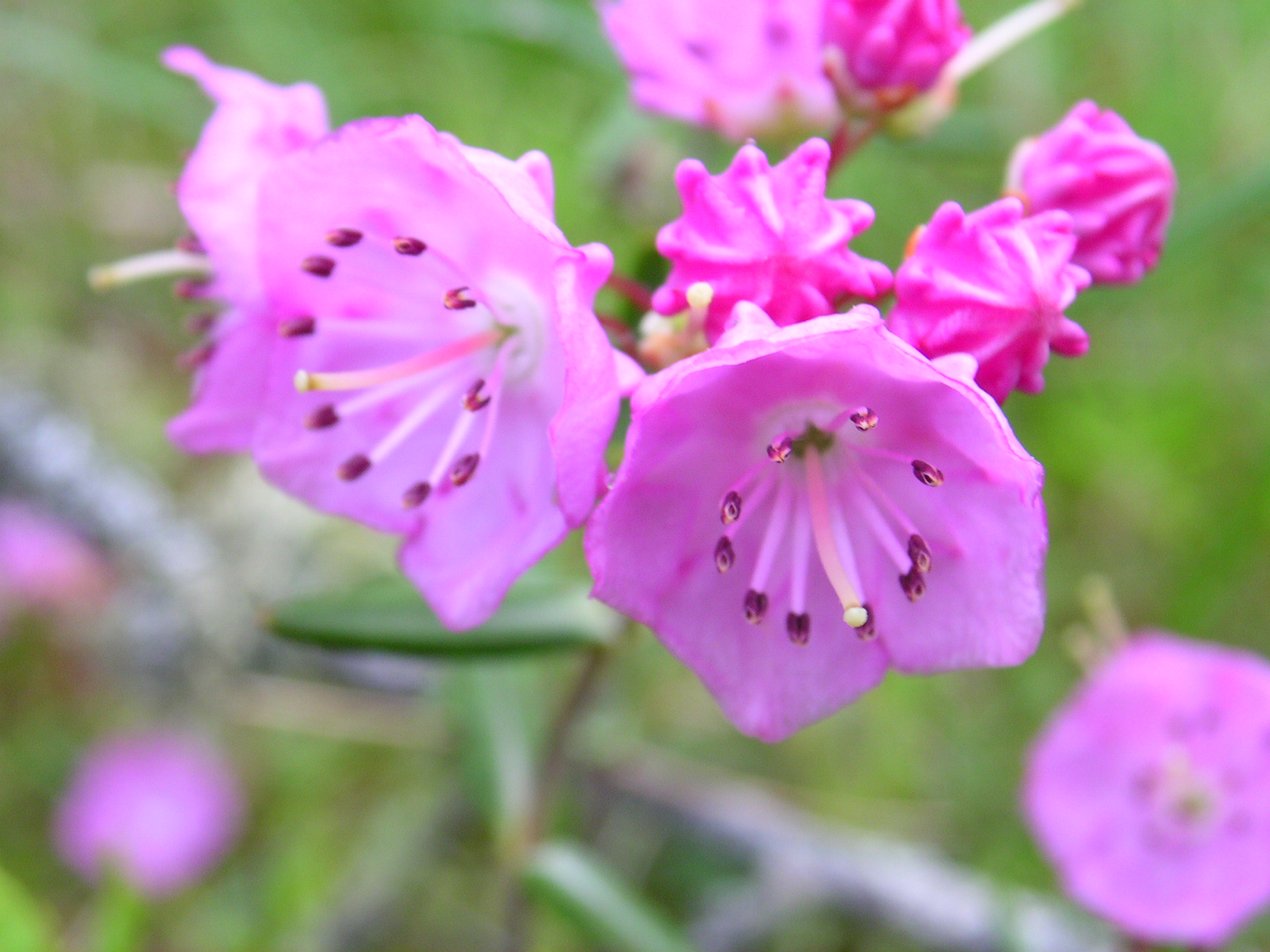
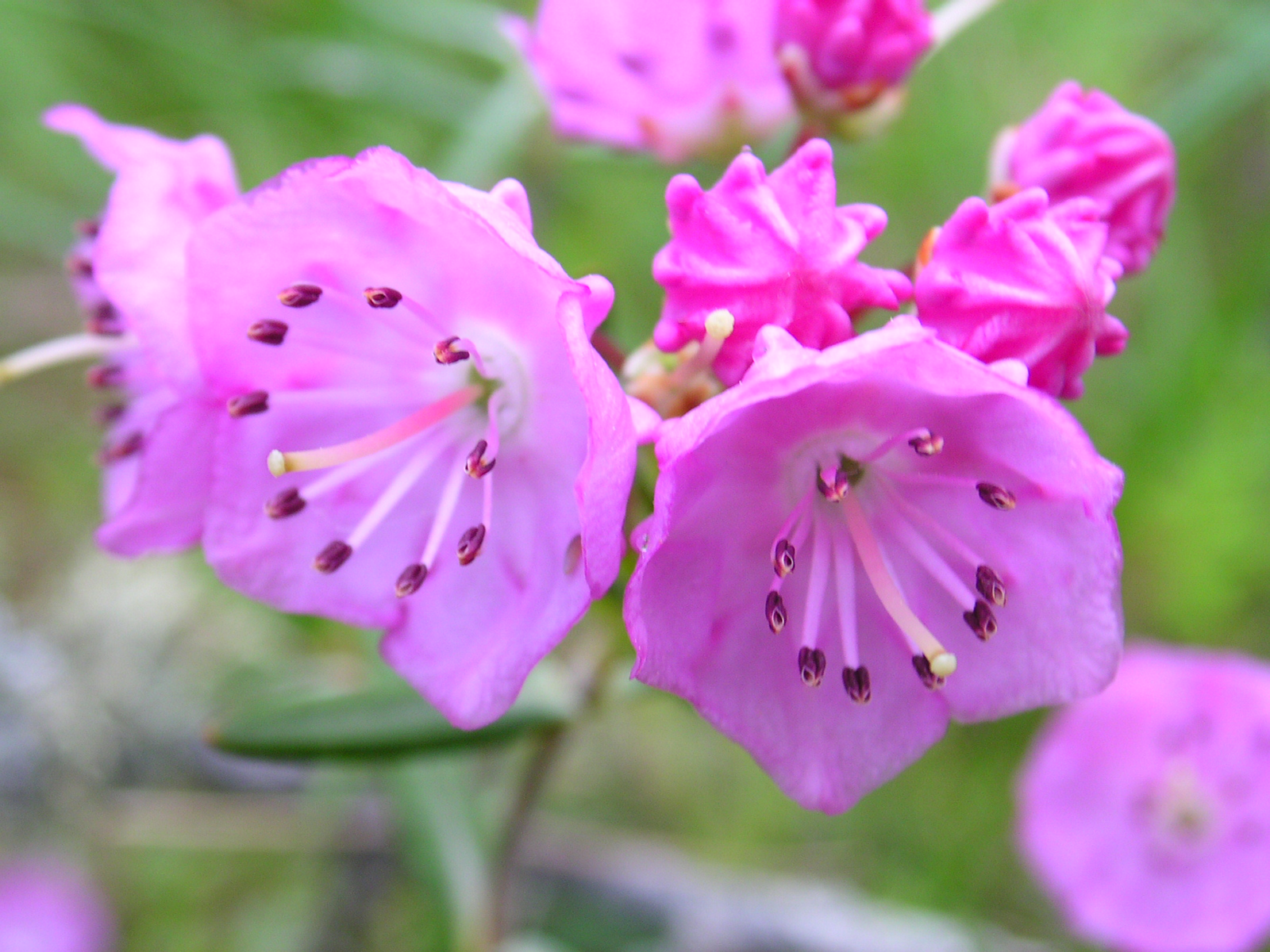
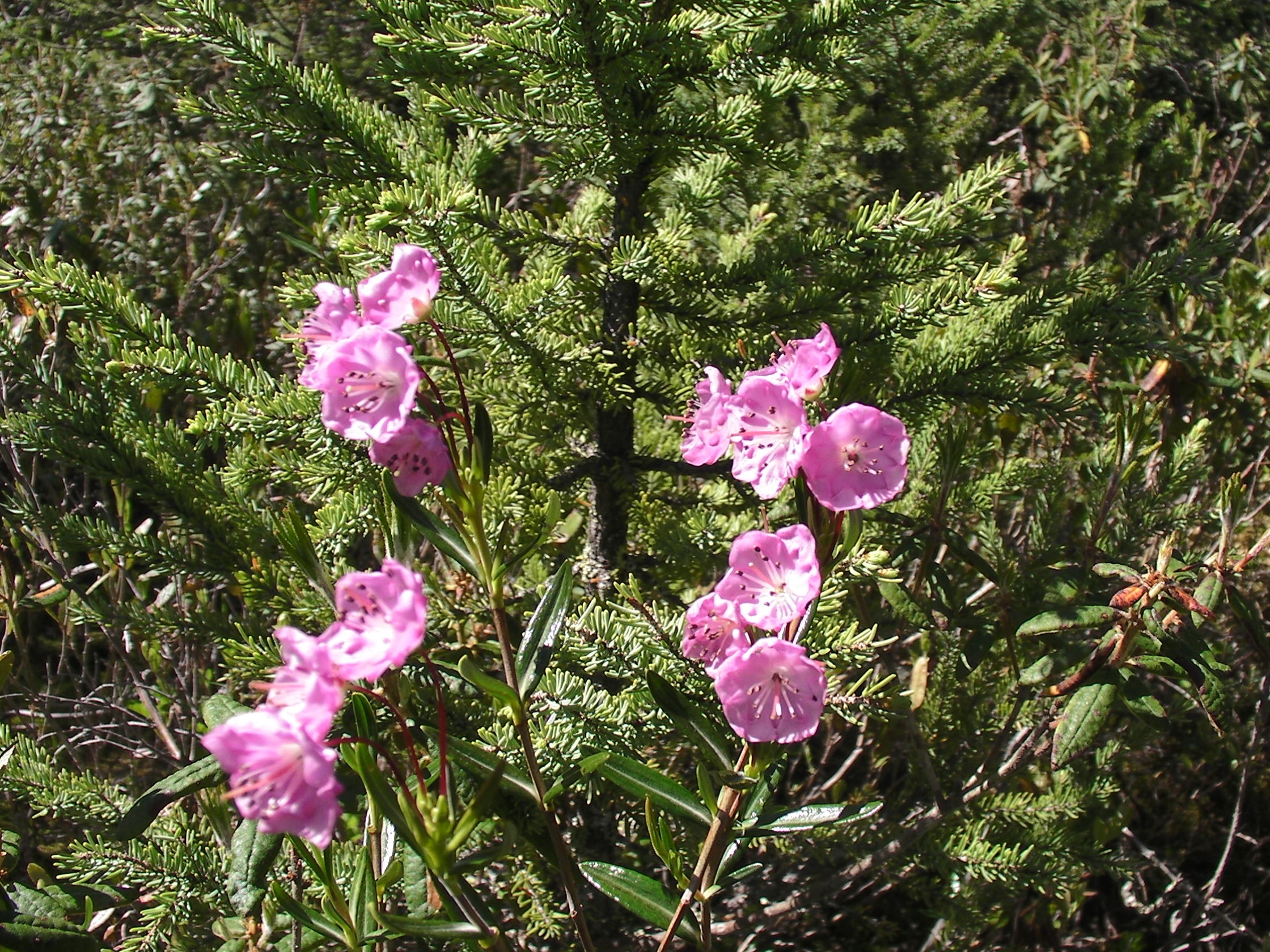